# None (gebedsstonde)
De none (afgeleid van 'negende' in het Latijn) is een van de kerkelijke getijden, een van de kleine getijden. Het staat voor het negende uur, dat vroeger varieerde omdat de uren 's winters korter waren dan 's zomers. Tegenwoordig wordt de none meestal gebeden rond drie uur 's middags.
Het officie van de none begint zoals de meeste getijden met de aanroep:
God, kom mij te hulp, Heer, haast U mij te helpen.
Eer aan de Vader en de Zoon en de Heilige Geest, zoals het was in het begin, en nu, en altijd, en in de eeuwen der eeuwen.
Amen, Alleluia!
Vervolgens wordt de hymne gezongen. Dit is naast de zelden voorkomende sequentie het enige strofische gezang dat officieel in de rooms-katholieke liturgie een plaats heeft. Hierna volgen drie psalmen, het eigenlijke hart van het officie. In zijn oertijd was het getijdengebed zelfs alleen uit psalmen opgebouwd in navolging van het joodse gebed.
Na de psalmen is er een (meestal korte) schriftlezing (uit de Bijbel dus) die gevolgd wordt door een kort vers van twee regels.
Na het vers volgt er een kort slotgebed en is het officie afgelopen. De terts en de sext verlopen precies hetzelfde.
Middeleeuws: metten · lauden · priem · terts · sext · none · vespers · completen

Modern: het inleidend gebed · lezingendienst (metten) · morgengebed (lauden) · middaggebed · avondgebod (vespers) · dagsluiting (completen)